# Средновековна технология
Средновековната технология се отнася за технологията, използвана в Средновековна Европа под ръководството на Църквата. След Ренесанса от XII век в Стария континент се заражда радикална промяна в броя на новите изобретения, иновации в традиционните начини на продукция и икономически растеж. Периодът е време на голям технологичен подем, включително появата и употребата на барут, изобретяването на вертикалните вятърни мелници, очилата, механичните часовници и значимото подобрение на водениците, строителството (готиката, средновековните замъци) и земеделието като цяло.
Прилагането на водна сила, познато още в Античността, се развива значително и се простира от воденици и дъскорезници до напояване в земеделието. Към момента на появата на Книгата на Страшния съд, повечето големи селища имат въртящи се мелници – 6500 само в Англия. Силата на водата се използва също широко в минното дело за извличане на руда (разбиването и изнасяне на повърхността) и за задвижването на мехове.
Европейските технически изобретения от XII до XIV в. са построени или чрез дългогодишни техники на Средновековна Европа, които произхождат от римски и византийски корени, или са развити от смесването на култури чрез търговските мрежи с ислямския свят, Китай и Индия. Често революционният аспект не е самото изобретяване, а технологическото усъвършенстване и приложението в политическия и икономически свят. Така например макар барутът дълго време да е бил известен на китайците, именно европейците развиват и усъвършенстват неговия военен потенциал, ускорявайки европейската експанзия и бъдещия империализъм на Новата история.
Значими в този аспект са и свързаните с мореплаването изобретения. Напредъкът в корабостроенето включва няколкомачтовите кораби с триъгълни платна, ахтерщевен рул и конструирането първо на скелета и после на обвивката. Новите навигационни инструменти като сухия компас и астролабията позволяват икономически и военен контрол на всички морета с европейски брегове и дава начало на Великите географски открития.
Към средата на XV в. Гутенберг изобретява нова печатарска преса, което позволява събраното знание да се разпространи и даде на по-голям брой хора, което впоследствие не само води до по-егалитарно общество, но и до такова, способно да доминира други култури, използвайки голям запас от знания и опит. Техническите рисунки от късните средновековни художници-инженери Гуидо да Вигевано и Вилар дьо Онекур се смятат за предшественици на по-късните ренесансови майстори като Такола или да Винчи.

## Граждански технологии

### Архитектура
Артезиански води (1126 г.) – Метален прът се бута в дупка, което повишава налягането на водата и тя се изкачва – без нужда от помпа. Първо са използвани от монасите в Артоа.
Количка (70-те години на XII век) – Помага за преноса на предмети, било то строителни материали или изкопани руди и дори реколта. Извори за тях започват от 1170 – 1250 г. в Северозападна Европа, а първата картина на количка е от средата на XIII век от Матей Парижки.
Комин (XII век) – Създаването на комина позволява големи огнища в къщите.
Парно отопление (IX век) – В началото е сравнително прост сбор от канали под стаи, свързани с топилна пещ и изместват хипокауста. В абатството на Райхенау през зимата се топли стаята, където са се събирали монасите, която е голяма 300 кв. м. Системата им е с 90% КПД.

### Земеделие
Винарска преса(XII век) – Първият практически метод да се приложи натиск върху равнина. Гутенберг заимства принципа при създаване на своята печатарска преса.
Подкови (IX век) – С тях конят може да стъпи по-стабилно. Увеличават товара, който може да носи, както и улесняват придвижването му по по-суров терен (каменист терен, планински терен).
Тежък плуг(V век) – Появява се за пръв път през 5 век по славянските земи, а след това се въвежда в долината на река По, а до 8 век и в Рейнската област. От изключителна важност за обработване на редица почви и с негова помощ се преобразуват бивши гористи и мочурливи територии в земеделски.
Хамут(VI век) – С него коня може да тегли с по-голяма сила.
Хмел(XI век) – Помага за запазване на бирата и в резултат преноса по време на търговия.

### Изкуство
Маслени бои (до 1125) – Започват да се използват повече чак към XII-XIV век. Ян ван Eйк развива употребата на стабилна смес за рисуване на дърво около 1410.

### Книгопис, четене, хартия
Воден знак (1282) – С това откритие се улеснява борбата срещу фалшификаторите на документи (банкнотите, където често се използват водни знаци днес, се появяват по-късно). Първият воден знак е създаден в Болоня, Италия.
Въртящ се показалец за книга (XIII век) – Позволява на читателя да отбележи не само страницата, а точното място на нея, къето е спрял да чете. Често се прави от кожа, хартия.
Очила (80-те години на XIII век) – Първите са създадени във Флоренция и използват изпъкнали лещи (помагат само на хора с далекогледство). Вдлъбнатите лещи се създават чак през XV век
Печатна преса (около 1440 – 50 г.) – Великото изобретение на Йоханес Гутенберг, първата серия книги от него – Гутенберговите Библии, излиза през 1455 г. Заимства идеята за това изобретени от винарската изба.
Хартия (XIII век) – Създадена в Китай и после стига до Испания. В Европа процесът за изработването ѝ се механизира със специално пригодени водни мелници.

### Металургия
Доменна пещ (1150 – 1350) – Европейския чугун за пръв път се появява в Централна Европа около 1150 г.

### Механика
Сложна манивела – Италианският физик Гуидо да Павия обединява изобретението си от 1355 г., оръжия от Светите земи и две прости манивели като създава сложната. Тя се използва за ръчно захранване на воеени карети и лодни с гребно колело.

### Навигация
Астрономически компас (1269) - Френски учен през 1269 г. описва три вида компас за спомагане на астрономически изследвания
Сух компас (XII век) - Първият такъв в Европа се използва около 1190 г. и може да идва от Китай или да е европейско откритие. Такива компаси се създават по Средиземноморието около 1300 г.
Рул на кърмата (80-те години на XII век) – Най-ранното изображение на това изображение е в дърворезби в църква от около 1180 г. Първо се появява в Северно и Балтийско море, а после достига и Средиземно море. Спомага много за управлението на кораба и допринася съществено за навигационните постиженията на Великите географски открития.

### Наука и учение
Арабските цифри (XIII век) – Първия писмен източник в Европа за тях е от 976 г. Фибоначи ги използва и пише за тях през 1202 г. в Liber Abaci.
Университет – Първите средновековни университети са от XI-XIII век и покачват грамотността и ученолюбивостта на хората. До 1500 г. се разпространяват из цяла Европа и са важна част от бъдещата Научна революция

### Текстил и облекло
Коприна (VI век) – Производството ѝ започва в Източна Европа, а към XI-XII век и в Западна, въпреки че се внася от Пътя на коприната още от античността. Копринените производства започват да се механизират.
Чекрък (XIII век) – Вероятно идва от Индия, с негова помощ се обработва преждата.

### Часовници
Механичен часовник (XII-XIV век) – Това изобретение е удобно за създаване на големи часовници, например в часовникови кули.
Пясъчен часовник (1338) – Сравнително надежден при измерването на време. За разлика от клепсидрата, пясъка се лее надолу без значение от дълбочината на горния резервоар, а и не може да замръзне. За пръв път се споменава за тях в Сиена, Италия.

## Военни технологии

### Броня
В края на XIV век започва да се използват нагръдници, а не след дълго и цели брони, създадени от стоманени листове. Сходна по идея броня са имали древните гърци и римляните (Lorica segmentata).

### Далекобойни оръжия
Арбалет (механичен) (края на XIV век)– Докато арбалета е изобретение на Античността (използван е в Китай), механизмите като манивели и т.н. за спомагане на презареждането се появяват през Средновековието. С тях се създават арбалети, чиято тетива има сила на опън твърде голяма дори и за силен, трениран човек (оттам идва и нуждата от помощни механизми). В резултат и енергията запазена в арбалета (и придадена на стрелата) е по-голяма.
Дълъг лък (XIII век) – Лък, почти толква дълъг, колкото използващите го хора. Необходимата сила за използването е огромна (сила на опън около 80 – 90 кг). Предава много кинетична енергия на стрелата, в резултат на което тя има по-добри бронепробивателни способности и далекобойност. Главно се използва от Англия, където много мъже са били задължени да могат да стрелят с такъв лък (в случай че трябва да воюват), особено по времето на Стогодишната война.
Оръдие (1324) – Първо използвани в Европа в обсадата на Мец. През 1350 Петрарка пише, че: „тези инструменти, които изхвърлят метални топки с изключително силен шум и проблясъци огън ... бяха преди няколко години много редки и се разглеждаха с огромни изумление и възхищение, но вече се срещат толкова често, колкото други видове оръжия.“
Стрит барут (края на XIV век) – Стриването на барут спомага за ефективна експлозия, както и за преноса му. Тази практика за пръв път се използва в Западна Европа.
Требушет с противотежест (XII век)– Требушета за пръв път се появява в Китай с доста прост механизъм – използва силата на хора, дърпащи пръти да изстреля тежестта. Европейците взимат идеята и я подобряват, като правят требушета това, което навярно сте виждали по много филми и игри. Появява се около Средиземноморието и през 1120 година са на въоръжение в Кръстоносните държави, а във Византия до десетилетие след това.

### Кавалерия
Извито седло (XI век) – Спомага на кавалеристите да поставят пиките си под ръката (пиката е между тялото и ръката) и предотвратява изскачане на ездача при удар по време на галоп. В резултат шоковата тактика се подобрява, тъй като конниците могат да щурмуват вражите позиции дори при галоп.
Стреме (VI век) – Изобретено около 4 век от номади населяващи териториите на днешна Монголия и Северен Китай, достигат Византия около 6 век. Спомагат на конните стрелци да могат да се изправят на тях, а на рицарите да удрят от по-големи разстояния с меч. Спомагат за връщането на нормална позиция на седлото след като ударят или бъдат ударени от оръжие с голяма маса/импулс (напр. кавалеристка пика).
Шпори (XI век) – Изобретени от норманите. С тяхна помощ се контролира коня с крака, без необходимост от камшици.

### Тактика
Общовойскови бой – Идеята за комбиниране на отделни войскови части – пехота, стрелци, кавалерия, артилерия, заедно атакуващи на определено място и изпълняващи сложни формации (напр. строй от пиконосци пред стрелците). По-късно в историята, през Ренесанса, се появяват испанските терцио.